# Teresa Sahakian

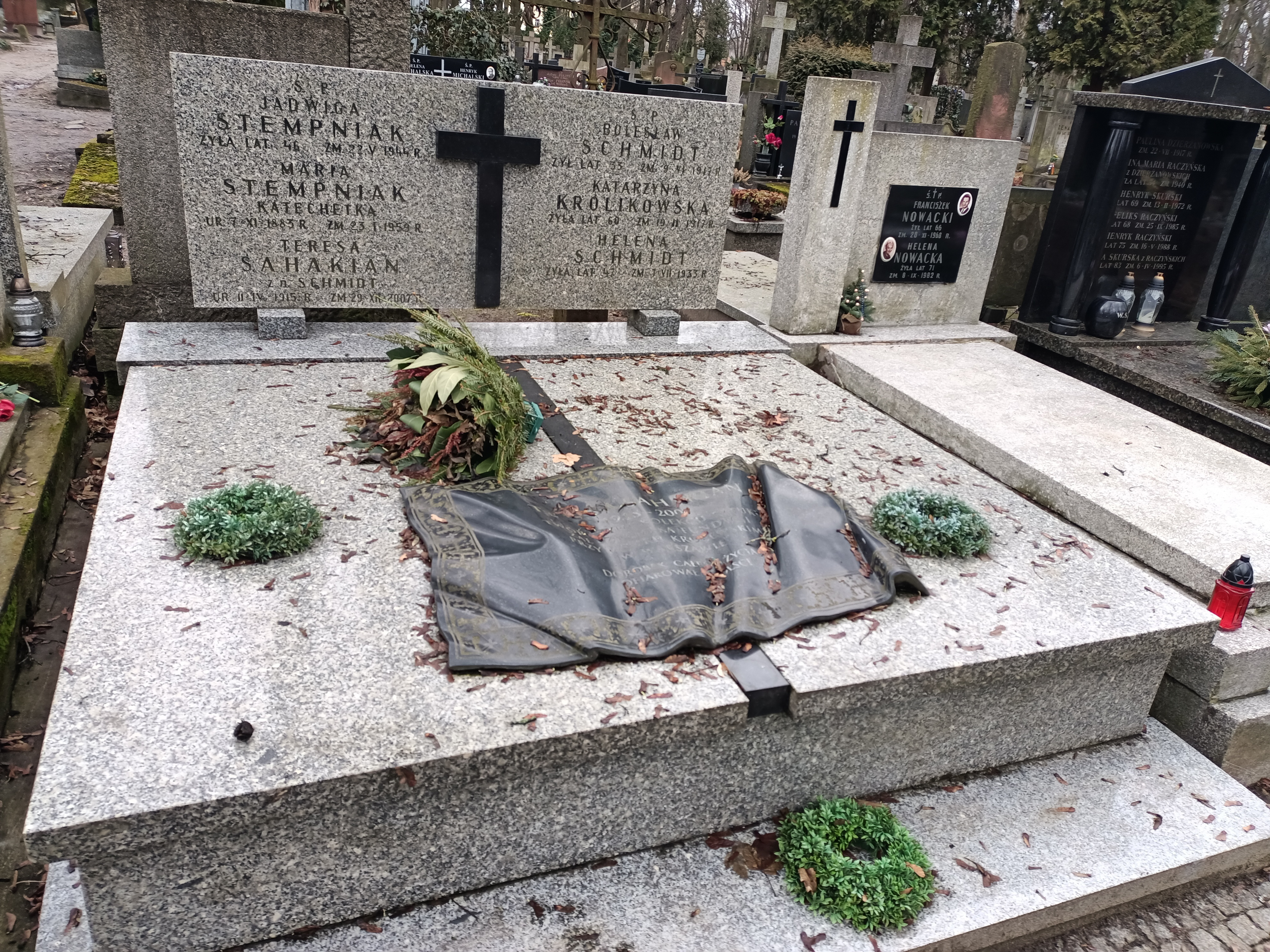
Nagrobek Teresy Sahakian na Cmentarzu Powązkowskim

Teresa Sahakian z domu Schmidt secundo voto van Bastelaer (ur. 11 kwietnia 1915 w Warszawie, zm. 29 grudnia 2007 w Brukseli) – polska kolekcjonerka kobierców, filantropka.

## Życiorys
W 1938 roku wyszła za mąż za Georga Sahakiana, Ormianina z perskim paszportem, znawcę kultur Wschodu, eksperta w dziedzinie kobierców orientalnych, prowadzącego w Warszawie przy ul. Boduena antykwariat ze wschodnimi kobiercami. Po wybuchu II wojny światowej w 1939 roku małżeństwo wyjechało do Wiednia zabierając ze sobą kolekcję kobierców. W 1948 roku na stałe zamieszkało w Belgii.
Wspólnie z mężem Teresa Sahakian zgromadziła ponad 600 sztuk cennych dywanów oraz inne cenne kolekcje dzieł sztuki. Owocem ich kolekcjonerskich zamiłowań była prawdopodobnie największa na świecie kolekcja kobierców kaukaskich. W latach 80. zdecydowała się ją przekazać, wraz z innymi dziełami sztuki (meblami, ceramiką i wyrobami ze srebra), odbudowanemu Zamkowi Królewskiemu w Warszawie.
4 lutego 1993 roku ustanowiła Fundację Teresy Sahakian, której głównym celem jest zorganizowanie i prowadzenie ekspozycji kobierców wschodnich. Najliczniejszy w kolekcji jest zbiór 628 kobierców wschodnich i tkanin orientalnych od XVIII do XX w., wśród nich ponad 400 kobierców kaukaskich. Miejscem prezentowania kolekcji jest od 2008 roku pałac Pod Blachą.
Została pochowana na cmentarzu Powązkowskim w Warszawie.

## Odznaczenia
Odznaczona przez Prezydenta RP Krzyżem Oficerskim oraz Krzyżem Komandorskim Orderu Zasługi RP (1994). 